# Ethan z planety Athos
Ethan z planety Athos (tyt. oryg. Ethan of Athos) – powieść fantastycznonaukowa amerykańskiej pisarki Lois McMaster Bujold, część Sagi Vorkosiganów. Książka należy do cyklu, ale nie pojawia się w niej Miles Vorkosigan będący główną postacią cyklu. Powieść wydała w 1994 oficyna Zysk i S-ka w tłumaczeniu Marzeny Polak. Przekład powieści jest niespójny z treścią pozostałych książek cyklu, wydanych później przez wydawnictwo Prószyński i S-ka.

## Fabuła
Książka opisuje losy Dr. Ethana Urquharta, który opuszcza swoją rodzinną planetę Athos w celu zakupu komórek rozrodczych potrzebnych do przetrwania całkowicie męskiego społeczeństwa planety, zależnego od dzieci z zapłodnienia pozaustrojowego. Różne zarodki pozwalają na otrzymywanie dzieci z wymaganymi cechami, które przedefiniują jego przyszłość w społeczeństwie. Jednakże zarodki nie mogą być wytwarzane na miejscu i co jakiś czas trzeba dokonywać zakupów na innych planetach. Na Stacji Kline zostaje wplątany w niezrozumiałą początkowo dla siebie aferę, ale znajduje sprzymierzeńca w osobie komandor Elli Quinn z floty Najemników Dendarii.